# Centropogon coccineus
Centropogon coccineus là loài thực vật có hoa trong họ Hoa chuông. Loài này được (Hook.) Regel ex B.D.Jacks. mô tả khoa học đầu tiên năm 1893.